# Богатырёв, Пётр Павлович
Пётр Па́влович Богатырёв (13 января 1923, Богатыри, Сернурский кантон, Марийская автономная область, РСФСР, СССР — 6 октября 1997, Йошкар-Ола, Марий Эл, Россия) — марийский советский государственный, партийный и хозяйственный деятель. Министр бытового обслуживания населения Марийской АССР (1964—1979). Участник Великой Отечественной войны. Член ВКП(б).

## Биография
Родился 13 января 1923 года в деревне Богатыри ныне Куженерского района Марий Эл в семье крестьян-середняков. 
В 1941 году окончил Йошкар-Олинское педагогическое училище.
В январе 1942 года призван в РККА. Участник Великой Отечественной войны: командир отделения 756 стрелкового полка 88 стрелковой дивизии 31 армии на Северо-Западном фронте, помощник командира взвода 19 учебного стрелкового полка 25 учебной стрелковой дивизии в Московском военном округе, старший сержант. Был ранен в плечо и руку, лечился в эвакогоспитале. Демобилизован в январе 1946 года. Награждён орденом Отечественной войны I степени и медалями, в том числе медалью «За отвагу».
С 1949 года — на партийной работе в Марийской АССР: инструктор Марийского обкома КПСС, в 1952—1958 годах — первый секретарь Еласовского, в 1958—1962 годах — Юринского райкома КПСС.
В 1959 году заочно окончил Высшую партийную школу при ЦК КПСС.
В 1964—1979 годах — министр бытового обслуживания населения Марийской АССР.
В 1955—1963 и 1967—1971 годах избирался депутатом Верховного Совета Марийской АССР 4—5 и 7 созыва. 
Награждён орденом «Знак Почёта» (дважды), медалями и пятью Почётными грамотами Президиума Верховного . 
Скончался 6 октября 1997 года в г. Йошкар-Оле. 

## Награды
- Орден Отечественной войны I степени (06.04.1985)[1]
- Орден «Знак Почёта» (1966, 1971)[1]
- Медаль «За отвагу» (СССР) (06.11.1947)[1]
- Медаль «За победу над Германией в Великой Отечественной войне 1941—1945 гг.» (09.05.1945)
- Медаль «За доблестный труд. В ознаменование 100-летия со дня рождения Владимира Ильича Ленина» (1970)[1]
- Почётная грамота Президиума Верховного Совета Марийской АССР (1951, 1957 – дважды, 1960, 1973)[1]